# The Dalles
The Dalles è un centro abitato (City) degli Stati Uniti d'America, situato nella contea di Wasco dello Stato dell'Oregon. Nel 2006 la popolazione era di 12.520 abitanti.

## Geografia fisica
Secondo i rilevamenti dello United States Census Bureau, The Dalles si estende su una superficie di 14,4 km².